# Tercera categoria del Campionat de Catalunya de futbol 1923-1924
Resultats de la lliga de Tercera categoria del Campionat de Catalunya de futbol 1923-1924.

## Sistema de competició
La tercera categoria (anomenada Segona Categoria) es disputà segons criteris regionals segons cada Comitè Provincial:
Els campions de Barcelona, Tarragona, Girona, Lleida i Balears disputaren la fase final del Campionat de Catalunya de Tercera Categoria. Hi prengueren part els clubs Iluro SC, RS Alfons XIII FC, Reus Deportiu, Port-Bou FC i FC Lleida

## Comitè provincial de Barcelona
- Campionat de Barcelona: CD Artesà, CD Mataró, FC Artiguenc, Premierenc, Esbarjo Marià Ausà de Vic, Barceloneta, Joventut Terrassenca, Canet, Güell, Catalonia, Amèrica, Núria, Catalunya de Les Corts, Rubí, Ateneu Igualadí, Racing Club, Cortsenc, Hospitalenc o Athletic del Turó. Es proclamà campió el Catalunya de Les Corts en derrotar a la final el CD Artesà per 2 a 1.[1][2][3]
- Grup de Promoció[4]
  - Secció Llevant: Iluro SC, FC Andreuenc, Granollers SC, FC Poble Nou, Racing Club de Catalunya i CE Llevant Catalunya de Badalona. Iluro SC es proclamà campió.
  - Secció Ponent: Manresa SC (19 punts), Santfeliuenc FC (12 punts), FC Santboià (11 punts), Hospitalenc (10 punts), Athletic del Turó (8 punts) i l'Ateneu Igualadí ⁣ (no va acabar la competició).

### Fase Final
Finalment es disputà el Campionat Provincial de Barcelona de Tercera Categoria (dita Segona Categoria) entre els campions del Grup de Promoció, Iluro SC i Manresa SC, i el campió del campionat de Barcelona, el Catalunya de Les Corts.
| Manresa SC | 1 - 2 | Catalunya de Les Corts |
| ---------- | ----- | ---------------------- |
|            |       |                        |

 Camp del FC Terrassa, Terrassa
| Iluro SC | 2 - 1 | Catalunya de Les Corts |
| -------- | ----- | ---------------------- |
|          |       |                        |

 Camp del CE Júpiter, Barcelona
| Iluro SC | 0 - 0 | Manresa SC |
| -------- | ----- | ---------- |
|          |       |            |

 Camp del FC Martinenc, Barcelona
L'Iluro SC de Mataró es proclamà campió i es classificà pel Campionat de Catalunya de la categoria.

## Campionat provincial de Lleida
FC Lleida, Sporting Club Mollerussa, Club Cerverí d'Esports, CD Lleidatà, FC Verdú, FC Tàrrega, FC Borges Blanques, FC Joventut de Lleida i Societat Esportiva del Segre de Balaguer
El campió fou el FC Lleida.

## Comitè Provincial de Girona[10]

### Grup A
El grup de primera categoria estava format per: Port-Bou FC, UD Girona, US Figueres, FC Palafrugell, Ateneu Deportiu Guíxols i Farners Depotiu Orión.
El Port-Bou FC fou campió. Port-Bou FC 16 punts, UD Girona 15 punts, US Figueres 10 punts, FC Palafrugell 10 punts, Ateneu Deportiu Guíxols 7 punts i Farners Depotiu Orión 2 punts.

### Grup B
El grup de segona categoria estava format per: US Bisbalenca, GEiEG, Emporium FC, Olot FC, FC L'Escala i Rapit FC.

### Grup C
Aquest grup es creà aquesta temporada amb clubs que encara no havien participat al campionat.
- Secció La Selva: Olímpic de Breda, el Cassà FC, la UD Cassà, l'Ateneu SD de Girona i el Pontense de Pont Major
- Secció Empordà: Sporting Palafrugellenc, el CD Montgrí, el Camallera, el Vilafant i el Celrà

Campió: Olímpic FC Breda
| Classificació | Classificació    | Classificació | Classificació | Classificació | Classificació | Classificació | Classificació | Classificació |
| Posició       | Equip            | J             | G             | E             | GF            | GC            | DG            | PTS           |
| ------------- | ---------------- | ------------- | ------------- | ------------- | ------------- | ------------- | ------------- | ------------- |
| 1             | Olímpic FC Breda |               |               |               |               |               |               |               |
| 2             | UD Cassà         |               |               |               |               |               |               |               |
| 3             | Cassà FC         |               |               |               |               |               |               |               |
| 4             | Pontense FC      |               |               |               |               |               |               |               |
| 5             | Ateneu SD Girona |               |               |               |               |               |               |               |

| Classificació | Classificació           | Classificació | Classificació | Classificació | Classificació | Classificació | Classificació | Classificació |
| Posició       | Equip                   | J             | G             | E             | GF            | GC            | DG            | PTS           |
| ------------- | ----------------------- | ------------- | ------------- | ------------- | ------------- | ------------- | ------------- | ------------- |
| 1             | Sporting Palafrugellenc |               |               |               |               |               |               |               |
| 2             | Montgrí FC              |               |               |               |               |               |               |               |
| 3             | Vilafant FC             |               |               |               |               |               |               |               |
| 4             | Atlètic Celrà FC        |               |               |               |               |               |               |               |
| 5             | Camallera FC            |               |               |               |               |               |               | 12            |

| 1 - jornada - 6        | 1 - jornada - 6            | 1 - jornada - 6      | 1 - jornada - 6      |
| ---------------------- | -------------------------- | -------------------- | -------------------- |
| 11 de novembre de 1923 | 11 de novembre de 1923     | 13 de gener de 1924  | 13 de gener de 1924  |
| v/l                    | Olímpic FC Breda           | UD Cassà             |                      |
|                        | Cassà FC                   | Ateneu SD Girona     |                      |
|                        | Descansa: Pontense FC      |                      |                      |
| 2 - jornada - 7        |                            |                      |                      |
| 18 de novembre de 1923 | 18 de novembre de 1923     | 20 de gener de 1924  | 20 de gener de 1924  |
| 5-0                    | Olímpic FC Breda           | Ateneu SD Girona     | 3-2                  |
|                        | Pontense FC                | UD Cassà             | 3-1                  |
|                        | Descansa: Cassà FC         |                      |                      |
| 3 - jornada - 8        |                            |                      |                      |
| 25 de novembre de 1923 | 25 de novembre de 1923     | 27 de gener de 1924  | 27 de gener de 1924  |
|                        | UD Cassà                   | Ateneu SD Girona     |                      |
|                        | Pontense FC                | Cassà FC             |                      |
|                        | Descansa: Olímpic FC Breda |                      |                      |
| 4 - jornada - 9        |                            |                      |                      |
| 2 de desembre de 1923  | 2 de desembre de 1923      | 10 de febrer de 1924 | 10 de febrer de 1924 |
| 2-2                    | Cassà FC                   | Olímpic FC Breda     |                      |
|                        | Ateneu SD Girona           | Pontense FC          |                      |
|                        | Descansa: UD Cassà         |                      |                      |
| 5 - jornada - 10       |                            |                      |                      |
| 16 de desembre de 1923 |                            |                      |                      |
|                        | Cassà FC                   | UD Cassà             |                      |
| 3-2                    | Pontense FC                | Olímpic FC Breda     | 0-0                  |
|                        | Descansa: Ateneu SD Girona |                      |                      |

| 1 de maig de 1924 | 1 de maig de 1924 | 1 de maig de 1924 | 1 de maig de 1924 |
| ----------------- | ----------------- | ----------------- | ----------------- |
| 1                 | Olímpic FC Breda  | UD Cassà          | 1                 |

| 1 - jornada - 6        | 1 - jornada - 6                   | 1 - jornada - 6         | 1 - jornada - 6      |
| ---------------------- | --------------------------------- | ----------------------- | -------------------- |
| 11 de novembre de 1923 | 11 de novembre de 1923            | 13 de gener de 1924     | 13 de gener de 1924  |
|                        | Sporting Palafrugellenc           | Montgrí FC              |                      |
| 4-1                    | Camallera FC                      | Vilafant FC             |                      |
|                        | Descansa: Atlètic FC Celrà        |                         |                      |
| 2 - jornada - 7        |                                   |                         |                      |
| 18 de novembre de 1923 | 18 de novembre de 1923            | 20 de gener de 1924     | 20 de gener de 1924  |
|                        | Sporting Palafrugellenc           | Camallera FC            |                      |
|                        | Atlètic Celrà FC                  | Montgrí FC              | 1-6                  |
|                        | Descansa: Vilafant FC             |                         |                      |
| 3 - jornada - 8        |                                   |                         |                      |
| 25 de novembre de 1923 | 25 de novembre de 1923            | 27 de gener de 1924     | 27 de gener de 1924  |
|                        | Montgrí FC                        | Camallera FC            |                      |
|                        | Vilafant FC                       | Atlètic Celrà FC        |                      |
|                        | Descansa: Sporting Palafrugellenc |                         |                      |
| 4 - jornada - 9        |                                   |                         |                      |
| 2 de desembre de 1923  | 2 de desembre de 1923             | 10 de febrer de 1924    | 10 de febrer de 1924 |
| 2-1                    | Vilafant FC                       | Sporting Palafrugellenc |                      |
|                        | Camallera FC                      | Atlètic Celrà FC        |                      |
|                        | Descansa: Montgrí FC              |                         |                      |
| 5 - jornada - 10       |                                   |                         |                      |
| 16 de desembre de 1923 |                                   |                         |                      |
|                        | Vilafant FC                       | Montgrí FC              |                      |
|                        | Atlètic Celrà FC                  | Sporting Palafrugellenc |                      |
|                        | Descansa: Camallera FC            |                         |                      |

| ? de maig de 1924 | ? de maig de 1924       | ? de maig de 1924 | ? de maig de 1924 |
| ----------------- | ----------------------- | ----------------- | ----------------- |
|                   | Sporting Palafrugellenc | Camallera FC      |                   |

| 23 de juny de 1924 | 23 de juny de 1924 | 23 de juny de 1924      | 23 de juny de 1924 |
| ------------------ | ------------------ | ----------------------- | ------------------ |
| 3                  | Olímpic FC Breda   | Sporting Palafrugellenc | 1                  |

## Comitè Provincial de Tarragona
Al Campionat Provincial de Tarragona es proclamà campió el Reus Deportiu.

## Comitè Provincial de les Illes Balears
- Grup de Mallorca: RS Alfons XIII de Mallorca,
- Grup de Menorca: US Mahón, de Menorca,

## Fase Final pel Campionat de Catalunya
Els campions de Barcelona, Tarragona, Girona, Lleida i Balears disputaren la fase final del Campionat de Catalunya de Tercera Categoria. Hi prengueren part els clubs Iluro SC, RS Alfons XIII FC, Reus Deportiu, Port-Bou FC i FC Lleida
| Iluro SC | 5 - 0 | FC Lleida |
| -------- | ----- | --------- |
|          |       |           |

 Camp del Gimnàstic, Tarragona
| Iluro SC | 7 - 1 | RS Alfons XIII FC |
| -------- | ----- | ----------------- |
|          |       |                   |

 Camp del CE Júpiter, Barcelona
| Reus Deportiu | 2 - 0 | Port-Bou FC |
| ------------- | ----- | ----------- |
|               |       |             |

 Camp del RCD Espanyol, Barcelona
| Reus Deportiu            | 3 - 2 | Iluro SC      |
| ------------------------ | ----- | ------------- |
| Tort · Pallejà · Pallejà |       | Canet · Canet |

 Camp de Les Corts, Barcelona
Reus Deportiu campió de Catalunya de Segona Categoria (tercera divisió).